# Compagnie du Chemin de fer d'Aulnoye à Pont-sur-Sambre
La Compagnie du Chemin de fer d'Aulnoye à Pont-sur-Sambre est créée en 1904 pour construire et exploiter un chemin de fer à voie normale entre ces deux villes du département du Nord. En 1921 l'exploitation est assurée par la Compagnie générale de voies ferrées d'intérêt local.

## La ligne
Aulnoye- Pont-sur-Sambre : (6 km), ouverture en 1905, fermeture en 1948

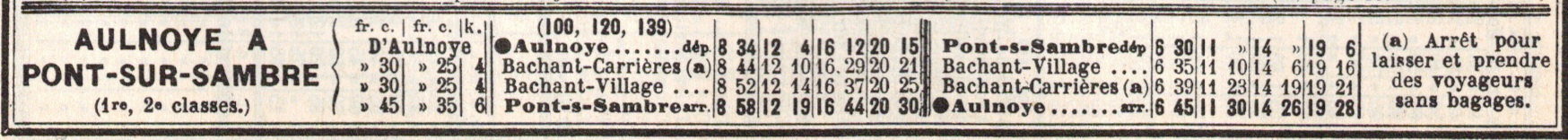
Horaires de la ligne en mai 1914.